# AmiYumi
AmiYumi to debiutancki album J-popowej grupy muzycznej, Puffy AmiYumi, wydany 22 lipca 1996 roku.

## Lista utworów
1. とくするからだ  (Toku Suru Karada)
2. ウサギチャンネル (Usagi Channel)
3. サクラサク (Sakura Saku)
4. Simple
5. 長生きしてね (Nagaiki Shite ne)
6. アジアの純真 (Ajia no Junshin, True Asia)
7. パフィーのHey! Mountain (Puffy no Hey! Mountain)